# احمدرضا طالبیان
احمدرضا طالبیان (متولد ۲۹ اردیبهشت ۱۳۶۸ در اصفهان)، عضو تیم ملی قایقرانی جمهوری اسلامی ایران است.

## سابقه ورزشی
احمدرضا طالبیان از سال ۱۳۸۴ به تیم ملی راه یافت. او یازده مدال طلا، دو نقره و ۳ برنز در رقابت‌های مختلف آسیایی و جهانی کسب کرده‌است. او همچنین دارندهٔ مدال طلای مسافت ۱۰۰۰ متر رشته کایاک بازی‌های آسیایی و قهرمان فینال ب جهان است.